# Quincunx

Ett quincunx (arrangemang).

Quincunx är ett geometriskt mönster som består av fem punkter som bildar ett kors, där fyra av punkterna bildar en kvadrat eller rektangel och den femte står i figurens centrum.
Från början användes ordet Quincunx för att beteckna ett romerskt mynt med värdet 5/12 as.
Termen används även om kristna, vanligtvis bysantinska, kyrkor med en grundplan i form av ett grekiskt kors med en mittkupol, fyra rektangulära travéer täckta av tunnvalv och fyra mindre kupoltäckta travéer i korsets hörnor.
Quincunx var också ett redan av romarna brukat sätt att ordna planteringen av träd, vinrankor och dylikt. Marken delas upp i kvadrater, och plantorna sätts i hörnen och i mitten av varje kvadrat. Plantorna kommer därigenom att stå i räta rader från vilket håll de än betraktas.
Qvinkuncialställning kallades den romerska legionens vanliga uppställning, då de olika maniplarna eller kohorterna stod rutvis bakom varandra i tre linjer.
Quincunx är också ett namn för Galtons pinnblock, se binomialfördelning.
Det representeras i Unicode med U+2059 ⁙ eller  U+2684 ⚄. 